# Schloss Neumühle (Amberg)

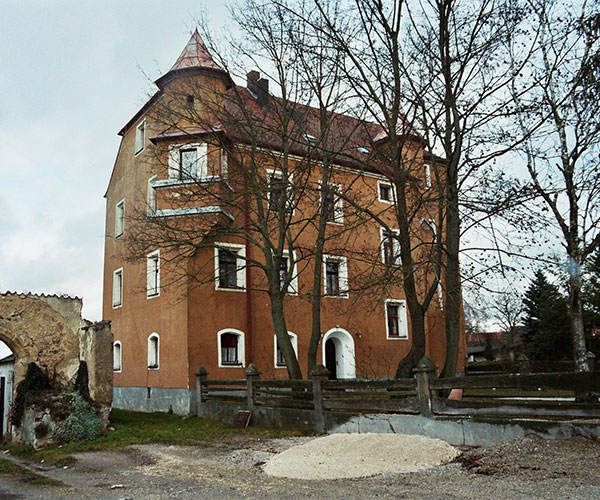
Schloss Neumühle Amberg

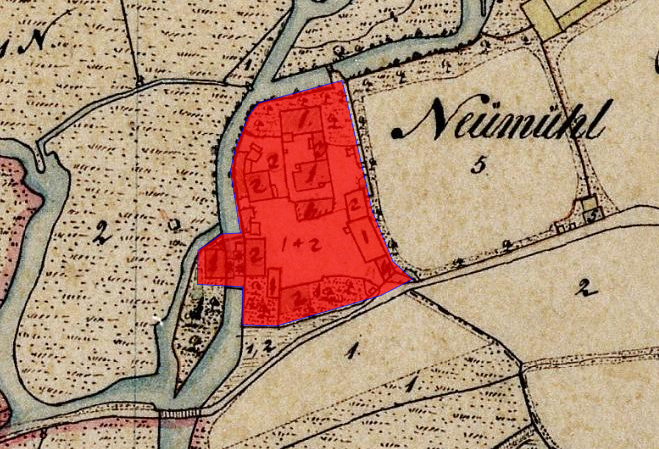
Lageplan von Schloss Neumühle (Amberg) auf dem Urkataster von Bayern

Schloss Neumühle ist ein denkmalgeschütztes Schloss in Neumühle in der oberpfälzischen Stadt Amberg in Bayern (Neumühler Straße 32, 40 und 44), das heute als Wohnhaus genutzt wird. Die Anlage ist unter der Aktennummer D-3-61-000-416 als Baudenkmal verzeichnet. „Archäologische Befunde des Mittelalters und der frühen Neuzeit im Bereich des ehemaligen Hammerschlosses Neumühle“ werden zudem als Bodendenkmal unter der Aktennummer D-3-6537-0109 geführt.

## Geschichte
Das ehemalige Landsassengut ist ein dreigeschossiger Bau der Spätgotik. Es wurde 1387 erstmals urkundlich erwähnt und war zeitweise ein Hammerschloss. Neumühle befindet sich seit 1919 im Besitz einer Gastwirtsfamilie und wird seitdem auch als Gastwirtschaft geführt.

## Baubeschreibung
- Gutshaus, dreigeschossiger und traufständiger Halbwalmdachbau mit Eckerker, Turm und profilierten Öffnungen, im Kern spätgotisch
- Hoftor mit stichbogiger Durchfahrt und Amberger Stadtwappen, bezeichnet mit „1681“
- Wirtschaftsgebäude, zweigeschossiger und giebelständiger Halbwalmdachbau, 17./18. Jahrhundert
- Wohnhaus, zweigeschossiger Walmdachbau, 17./18. Jahrhundert
- Hoftor mit stichbogiger Durchfahrt und Mauer, wohl barock